# Bolinichthys supralateralis
Espèce
Bolinichthys supralateralis est un poisson Myctophiformes.

## Référence
- Parr : Deepsea fishes of the order Iniomi from the waters around the Bahama and Bermuda islands. With annotated keys to the Sudididae, Myctophidae, Scopelarchidae, Evermannellidae, Omosudidae, Cetomimidae and Rondeletidae of the world. Bulletin of the Bingham Oceanographic Collection Yale University 3 pp 1-193.